# Kemerovo al Turkvision Song Contest
Il Kemerovo ha partecipato a 1 sola edizione del Turkvision Song Contest nel 2013. La rete che cura le varie partecipazioni è la VGTRK

## Partecipazioni
- Primo posto
- Secondo posto
- Terzo posto
- Ultimo posto

| Anno                                    | Artista            | Canzone          | Posizione | Punti | Note  |
| --------------------------------------- | ------------------ | ---------------- | --------- | ----- | ----- |
| 2013                                    | Çildiz Tannakeşeva | "Şoriya'nin Ünü" | -         | -     | [ 1 ] |
| Nessuna partecipazione dal 2014 al 2020 |                    |                  |           |       |       |